# Герб Магаса
Герб Магаса є офіційним символом Магаса — столиці Республіки Інгушетія. Затверджено Указом Президента Республіки Інгушетія 11 жовтня 2008 р.

## Опис
Герб виконаний у вигляді Французького щита. Поле щита червоного кольору, що символізує мужність, радість, перемогу, безстрашність і прагнення прогресу. Щит є уособленням захисту, військової честі та доблесті. У верхній частині щита розташоване золоте сонце. Так як Магас є Містом сонця, незмінний атрибут герба це сонце, як символ миру і процвітання.
Сонце — це вираження нових життєвих сил, істини та правди про історію героїчного народу, що жив і захищав Магас. Символ Сонця проявляється у його незламності та вічності.
У центрі щита розташований золотий орел з розкритими крилами. Він втілює силу, владу, велич, гостинність і піднесені устремління. Орел висловлює ідею відродження та оновлення, а також нове народження столиці Республіки Інгушетія — міста Магас, колись одного з найбільших міст стародавнього Північного Кавказу. Орел представлений у золотому кольорі, як символ могутності, сталості, багатства, великодушності, сили, чистоти, величі, справедливості та вищої духовності.
На грудях орла Інгушська зброя інгушський щит червоного кольору із зображенням золотого солярного знака з трьома завитками, спрямованими проти годинникової стрілки. Солярний знак з лівим напрямком променів вважається чоловічим, означає весняний приліт птахів, а також три положення сонця: на сході, у зеніті та на заході сонця. Три промені триквіту можуть означати і три найвищі цінності — віру, знання та доброчесну поведінку, а також три лики часу — минуле, сьогодення та майбутнє, як символ вічного руху світу.